# Gäddtjärnarna (Vänjans socken, Dalarna)
Gäddtjärnarna är en sjö i Mora kommun i Dalarna och ingår i Dalälvens huvudavrinningsområde.